# Tim Veldt
Tim Veldt (Amstelveen, 14 febbraio 1984) è un ex pistard olandese.

## Palmarès

### Pista
- 2004

3ª prova Coppa del mondo 2004-2005, Velocità a squadre (Los Angeles, con Theo Bos e Teun Mulder)
- 2005

Campionati olandesi, Chilometro a cronometro
Campionati olandesi, Keirin
- 2006

4ª prova Coppa del mondo 2005-2006, Velocità a squadre (Sydney, con Theo Bos e Teun Mulder)
Classifica generale Coppa del mondo 2005-2006, Chilometro a cronometro
Campionati europei, Chilometro a cronometro Under-23
Campionati europei, Omnium Sprint
Campionati olandesi, Chilometro a cronometro
- 2007

2ª prova Coppa del mondo 2007-2008, Velocità a squadre (Pechino, con Theo Bos e Teun Mulder)
Campionati olandesi, Chilometro a cronometro
- 2010

Campionati olandesi, Inseguimento individuale
Campionati olandesi, Chilometro a cronometro
- 2011

Campionati olandesi, Scratch
- 2012

Campionati olandesi, Inseguimento a squadre (con Levi Heimans, Jenning Huizenga e Wim Stroetinga))
Campionati olandesi, Scratch
- 2015

Troféu Internacional de Anadia, Scratch (Anadia)
Troféu Internacional de Anadia, Omnium (Anadia)
- 2016

Irish International Track GP, Corsa a punti (Dublino)

## Piazzamenti

### Competizioni mondiali
- Campionati del mondo su pista

Melbourne 2002 - Keirin Junior: 11º
Melbourne 2002 - Chilometro Junior: 14º
Melbourne 2002 - Velocità a squadre Junior: 8º
Melbourne 2002 - Velocità Junior: 18º
Melbourne 2004 - Keirin: primo turno
Los Angeles 2005 - Velocità a squadre: 2º
Los Angeles 2005 - Chilometro: 9º
Los Angeles 2005 - Velocità: 11º
Bordeaux 2006 - Velocità a squadre: 4º
Bordeaux 2006 - Chilometro: 4º
Bordeaux 2006 - Velocità: 15º
Palma di Maiorca 2007 - Velocità a squadre: 4º
Palma di Maiorca 2007 - Keirin: 7º
Palma di Maiorca 2007 - Chilometro: 4º
Palma di Maiorca 2007 - Velocità: 13º
Manchester 2008 - Velocità a squadre: 3º
Manchester 2008 - Velocità: 27º
Manchester 2008 - Chilometro: 9º
Pruszków 2009 - Velocità a squadre: 7º
Pruszków 2009 - Chilometro: 12º
Pruszków 2009 - Omnium: 3º
Ballerup 2010 - Inseguimento a squadre: 6º
Ballerup 2010 - Omnium: 5º
Apeldoorn 2011 - Inseguimento a squadre: 6º
Apeldoorn 2011 - Omnium: 14º
Melbourne 2012 - Inseguimento a squadre: 8º
Melbourne 2012 - Inseguimento individuale: 20º
Minsk 2013 - Scratch: 4º
Minsk 2013 - Omnium: 5º
Cali 2014 - Scratch: 9º
Cali 2014 - Omnium: 2º
Saint-Quentin-en-Yvelines 2015 - Inseguimento a squadre: 8º
Saint-Quentin-en-Yvelines 2015 - Scratch: 15º
Saint-Quentin-en-Yvelines 2015 - Omnium: 10º
Londra 2016 - Omnium: 7º
- Giochi olimpici

Pechino 2008 - Velocità a squadre: 5º
Londra 2012 - Inseguimento a squadre: 7º
Rio de Janeiro 2016 - Inseguimento a squadre: ritirato
Rio de Janeiro 2016 - Omnium: 9º

### Competizioni europee
- Campionati europei su pista

Büttgen 2002 - Chilometro Junior: 13º
Büttgen 2002 - Velocità a squadre Junior: 9º
Mosca 2003 - Keirin Under-23: 11º
Valencia 2004 - Chilometro Under-23: 7º
Valencia 2004 - Keirin Under-23: 4º
Valencia 2004 - Velocità Under-23: 11º
Fiorenzuola d'Arda 2005 - Chilometro Under-23: 3º
Fiorenzuola d'Arda 2005 - Keirin Under-23: 6º
Fiorenzuola d'Arda 2005 - Velocità Under-23: 9º
Atene 2006 - Chilometro Under-23: vincitore
Atene 2006 - Velocità Under-23: 4º
Pruszków 2010 - Inseguimento a squadre: 3º
Pruszków 2010 - Omnium: 2º
Apeldoorn 2011 - Inseguimento a squadre: 5º
Apeldoorn 2013 - Inseguimento a squadre: 3º
Apeldoorn 2013 - Omnium: 2º
Baie-Mahault 2014 - Inseguimento a squadre: 7º
Baie-Mahault 2014 - Omnium: 12º
Grenchen 2015 - Omnium: 8º